# Comuna de Potok Wielki
Potok Wielki (polaco: Gmina Potok Wielki) é uma gminy (comuna) na Polónia, na voivodia de Lublin e no condado de Janowski. A sede do condado é a cidade de Potok Wielki.
De acordo com os censos de 2004, a comuna tem 5004 habitantes, com uma densidade 50,9 hab/km².

## Área
Estende-se por uma área de 98,33 km², incluindo:
- área agricola: 59%
- área florestal: 27%

## Demografia
Dados de 30 de Junho 2004:
|                      | Total   | Total | Mulheres | Mulheres | Homens  | Homens |
| -------------------- | ------- | ----- | -------- | -------- | ------- | ------ |
|                      | pessoas | %     | pessoas  | %        | pessoas | %      |
| População            | 5004    | 100   | 2497     | 49,9     | 2507    | 50,1   |
| Densidade (pop./km²) | 50,9    | 100   | 25,4     | 25,4     | 25,5    | 25,5   |

De acordo com dados de 2002, o rendimento médio per capita ascendia a 1296,29 zł.

## Comunas vizinhas
- Modliborzyce, Pysznica, Szastarka, Trzydnik Duży, Zaklików